# 山ノ鼻1号墳
山ノ鼻1号墳（やまのはな1ごうふん）は、福岡市西区徳永にある前方後円墳である。国の史跡「今宿古墳群」のうちの１基である。

## 概要
墳長44ｍ、後円部径27ｍ、くびれ部の幅17ｍ、前方部長20ｍ、前方部幅25ｍ。後円部は三段、前方部は二段に築成されていた。
4世紀前半代の築造。墳丘は後世の改変を受けていたが、福岡市の発掘調査により葺石の一部が確認されその規模が推定された。調査では獣帯鏡片や土師器が出土しており、今宿平野の首長級の墳墓では最古級に位置付けられる。
現在この一帯は公園として整備されており、墳丘の盛り土も再現されている。また、遊歩道で墳丘の頂上まで歩くことも可能となっている。

## ギャラリー

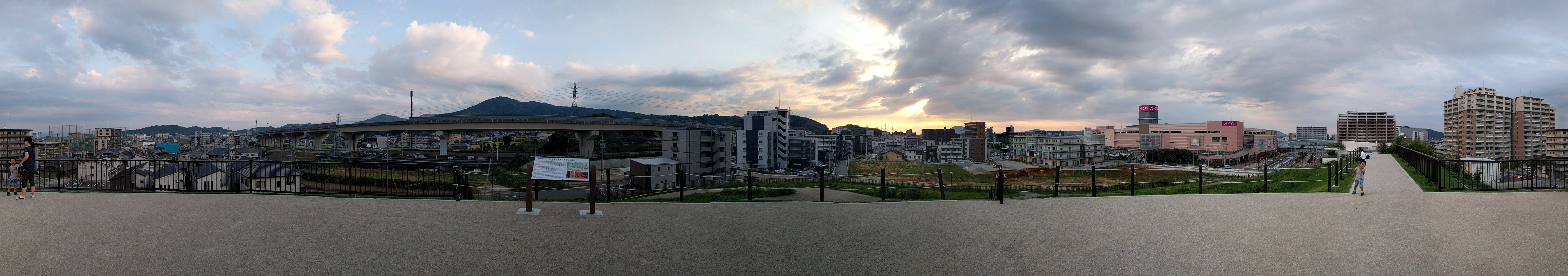
後円部頂上を中心としたパノラマ画像